# Matteo Fiorini
Matteo Fiorini (Città di San Marino, 10 febbraio 1978) è un politico sammarinese.

## Biografia
Nato a Reggio Emilia il 21 giugno del 1998, si è laureato all'Università di Bologna in ingegneria edile.
Nel 2008 è stato eletto per la prima volta membro del Consiglio Grande e Generale, fra le file di Alleanza Popolare, ed è stato nominato componente della commissione permanente affari esteri.
Viene eletto Capitano Reggente nel semestre 1º ottobre 2011 - 1º aprile 2012.
Viene nuovamente eletto in Consiglio Grande e Generale alle elezioni del 2012, a seguito delle quali viene nominato Segretario di Stato al Territorio ed Ambiente, incarico dal quale si dimette per motivi personali nel marzo 2014. Lo sostituisce Antonella Mularoni, mentre continua l'attività politica come Consigliere.
Viene eletto per la terza volta membro del Consiglio Grande e Generale durante la tornata elettorale del 2016, tra le file del partito Repubblica Futura.
Nel semestre 1º ottobre 2017 - 1º aprile 2018 sale alla Suprema Magistratura per il suo secondo mandato.
Il 7 giugno 2019, a seguito di un episodio di violenza verbale subìto in un contesto istituzionale ad opera di un altro consigliere, rassegna le dimissioni, rese poi irrevocabili il 17 luglio 2019. Al suo posto giura come Consigliere Mattia Ronchi.